# Avro 514
Bei der Avro 514 handelt es sich um ein einsitziges Doppeldecker-Flugzeug des englischen Herstellers Avro.

## Geschichte
Bei der Maschine handelte es sich um die für ein Luftrennen modifizierte Avro 511. Für diesen Zweck wurden die Tragflächen der 511 gegen eine verstärkte Version ausgetauscht und das Flugzeug mit einem leichteren Fahrwerk ausgestattet.
Im Mai 1914 wurde das Flugzeug für ein Luftrennen, das Aerial Derby Race rund um London, modifiziert; im Rahmen dieses Umbaues, der aus aerodynamischen Verbesserungen (Rumpf in V-Form) bestand, erfolgte eine Umbenennung der Maschine auf Avro 514.
Die 514 hatte während des Anrollens vom Avro-Firmengelände in Brooklands Richtung Hendon, dem Startflugplatz des Rennens, einen technischen Defekt und konnte daher nicht teilnehmen.
Zwar wurde der Schaden behoben, die Maschine wurde danach im Juli 1914 noch einmal geflogen, jedoch erfolgte aufgrund des Ausbruchs des Ersten Weltkrieges keine Weiterentwicklung der Avro 514.

## Technische Daten
| Kenngröße             | Daten                                |
| --------------------- | ------------------------------------ |
| Besatzung             | 1                                    |
| Länge                 | 6,84 m                               |
| Höhe                  | 2,84 m                               |
| Spannweite            | 7,92 m                               |
| Antrieb               | ein Gnôme Monosoupape, 60 kW (79 PS) |
| Höchstgeschwindigkeit | 155 km/h                             |